# Кравченко Петро Митрофанович
Петро Митрофанович Кравченко (англ. Peter Kravchenko (Krawtschenko), 21 червня 1921, Київ — 27 листопада 2009, Сідней, Австралія) український художник і громадський діяч, жив в Австралії.

## Життєпис
Петро Кравченко народився 21 червня 1921 року на Подолі в Києві в працьовитій родині. Батько, Митрофан Григорович, мав невелике підприємство по виробленню морозива у літній сезон, а з осені займався склярством. В 1940 закінчив Київську Державну художню середню школу ім. Тараса Шевченка. Під час війни перебував у німецькому полоні. Після Другої світової війни залишився в Німеччині, де працював художником-декоратором. В 1949 приїхав до Австралії і поселився в Сіднею. Після закінчення державного робочого контракту на цегляній фабриці працював на залізниці. Під час цієї роботи продовжував свою професійну освіту, закінчив Інститут комерційного мистецтва та Школу телевізійного вишколу.

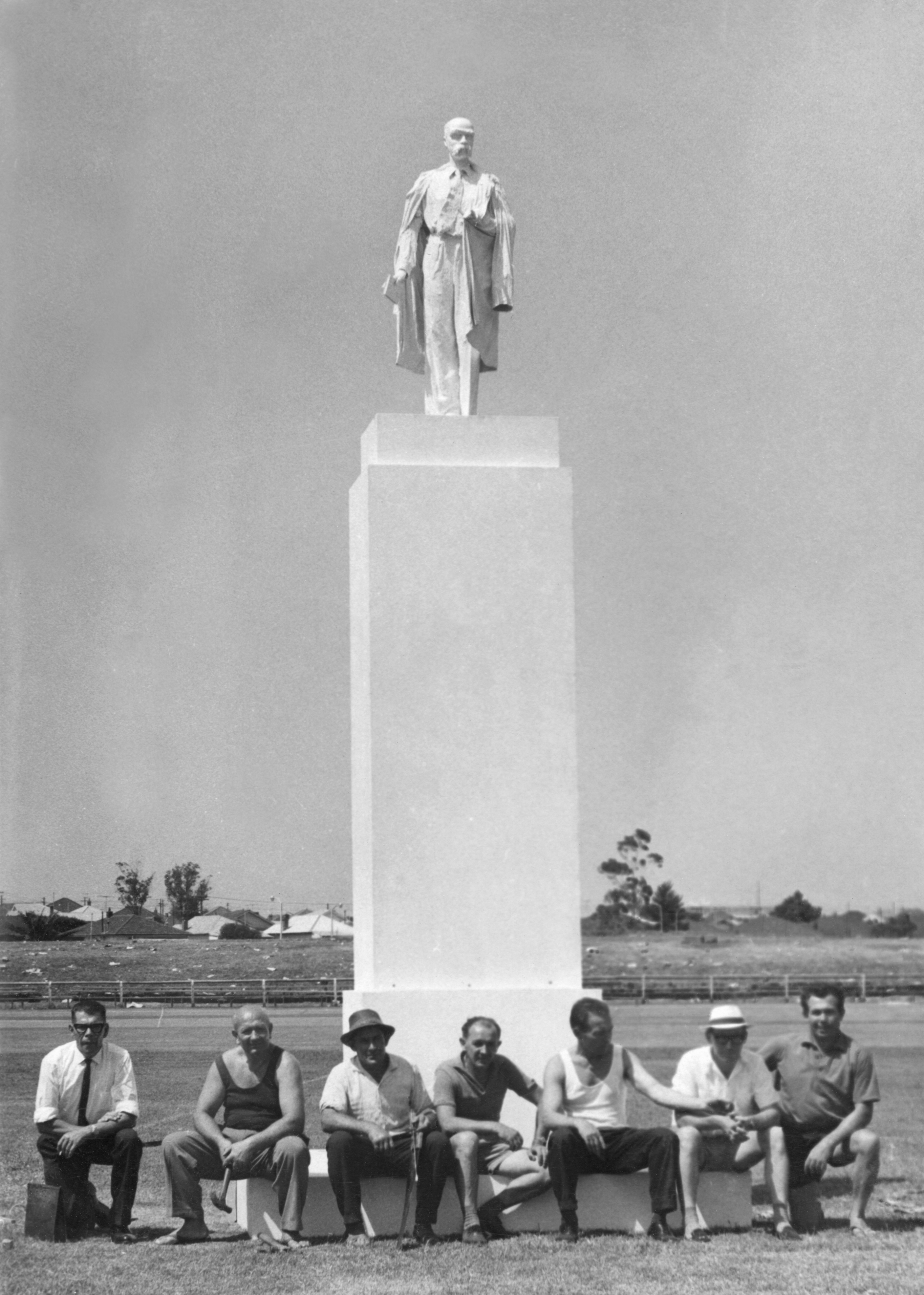
Тимчасовий пам'ятник Тарасу Шевченку в Лідкомбі, оформлений Петром Кравченком 1964 р.

Включився в українське громадське і культурне життя, оформляв сцени для вистав і концертів. Він спроектував велике число мистецьке оформлених програм для різних національних відзначень і концертів, а також грамоту Союзу Українських Організацій Австралії (СУОА) і відзнаку Фундації українознавчих студій в Австралії (ФУСА), виконував ілюстрації для книжок.

Працював в Державній телевізійній студії (ABC-TV) «дизайнер бутафорії» при костюмерному відділі 20 років.

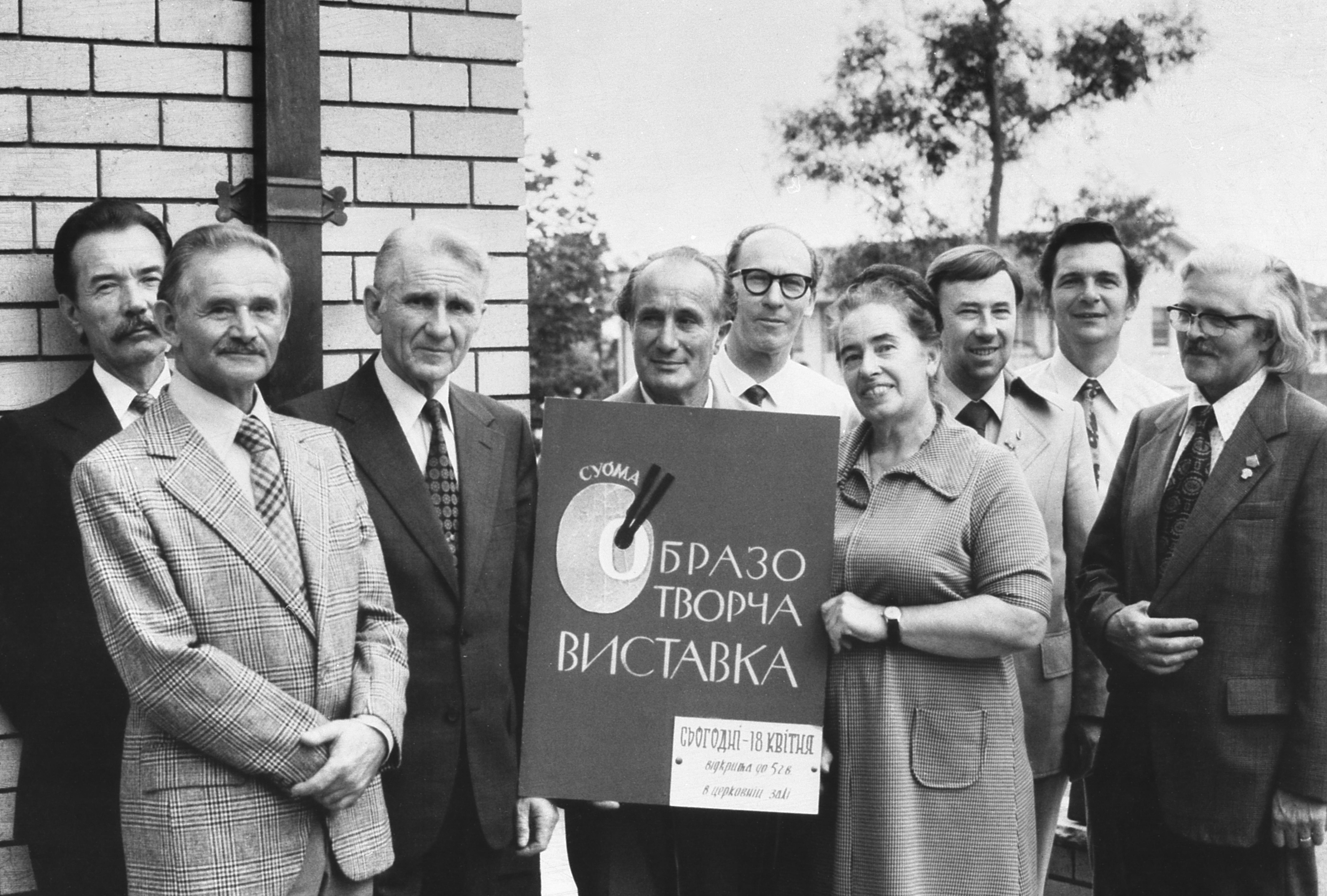
Петро Кравченко разом з митцями СУОМА під час виставки 1976 р.

В 1967 був одним із засновників Спілки українських образотворчих мистців Австралії (СУОМА), виконуючи обов'язки секретаря впродовж 1967—2007 років. В 1975 був одним із засновників ФУСА в Австралії та її постійним членом. В 1991—1998 належав до Дирекції цієї установи.

## Творчість
Виставляв свої картини на виставках СУОМА у Лідкомбі, Вуллонгонгу, Сіднеї, Аделаїді, Мельбурні. В 1992 відбулася персональна виставка у Сіднеї, де було показано 65 робіт. В тому ж самому році був експонентом із своїми трьома роботами («На Івана Купала», «Переяслівська Рада», «Княгиня Ольга») на виставці «Єдність» в Києві. Одна робота — «Думи мої» (портрет Т. Г. Шевченка) була подарована і експонується у Національному музеї Тараса Шевченка. В 1994 був прийнятий в почесні члени Національній спілці художників України, а в 1997 була влаштована персональна виставка «Ноша України крізь віки» у Музеї історії Києва, присвячена II Всесвітньому форуму українців. в 1999 році вийшов перший альбом художника «Ноша України крізь віки» де представлено 65 зразків української ноші (одягу), що носив український народ.

## Громадська діяльність

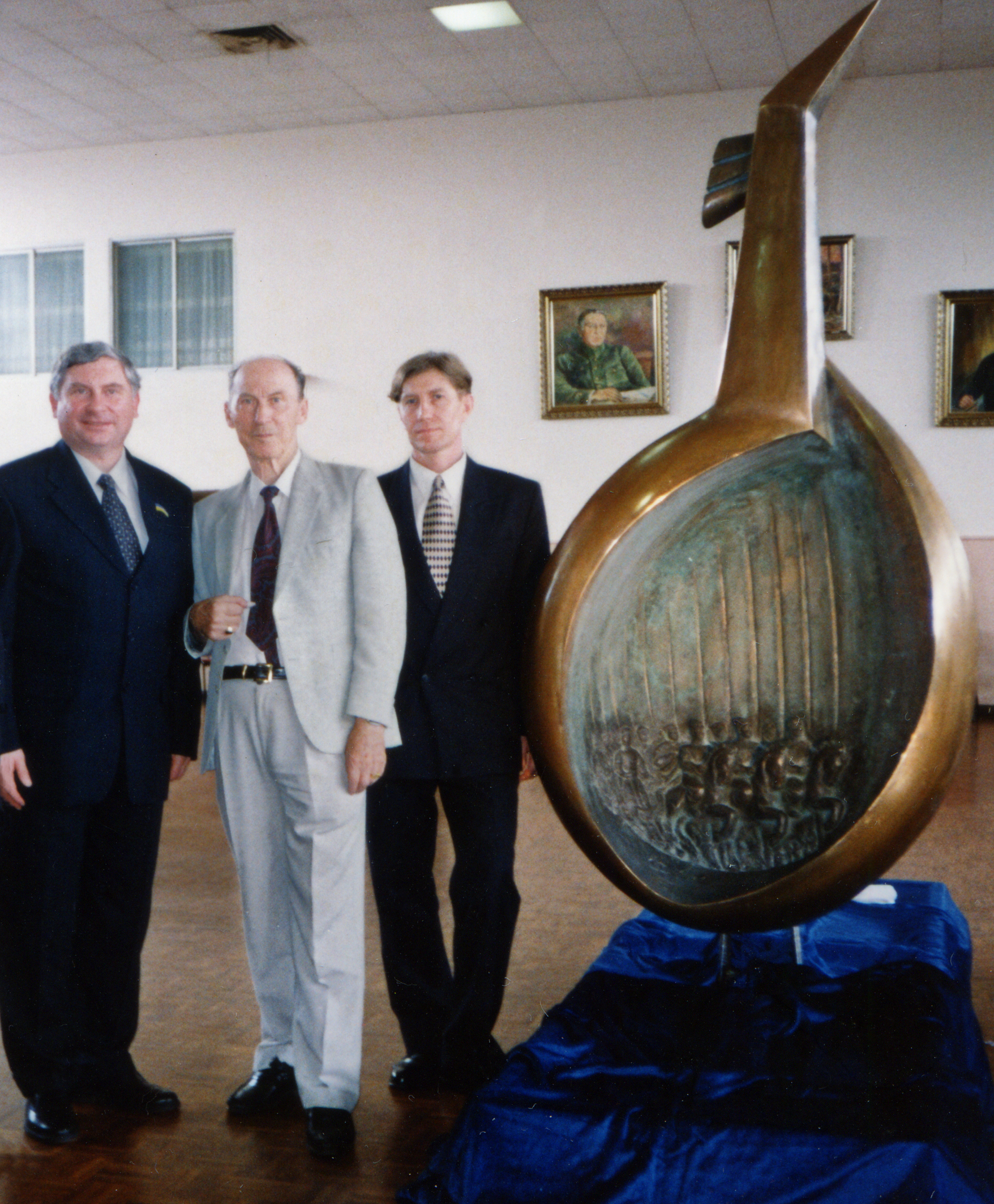
Петро Кравченко (в центрі) з скульптором Анатолієм Валієм (зправа) під час презентації «Шевченкові думи» 2000 року.

Кравченко був почесним членом Міжнародний Благодійний фонд «Духовна спадщина» (Київ), акредитований кореспондент газети «Вільна думка». Нагороджений грамотами та медалями від СУОА, Спілки Визволення України, золотою медаллю «За меценацтво» Міжнародного доброчинного фонду «Українська хата»(Київ), Міжнародного благодійного фонду «Духовна спадщина» та Похвальними грамотами УАПЦ в Австралії, Української Громади Сіднею.
В 1996 влаштував в Києві виставку, присвячену 150-річчю з дня народження Миколи Миклухи-Маклая і був ініціатором випуску поштової марки установою «Укрпошта», присвяченої 150-літтю народження Миколи Миклухи-Маклая, а в 1998, завдяки його старанням, «Укрпошта» видала поштову марку, присвячену 50-літтю українського поселення в Австралії. В 2000 налагодив приїзд делегації Київської міської Ради для нав'язування культурних стосунків між містами Київ і Сідней та привезення скульптури-пам'ятника «Шевченкові думи» в подарунок українцям Сіднею від України.
Нагороджений Почесною грамотою Міністерства культури і мистецтв України (2003).